# Классенс, Жан
Жан Кла́ссенс (нидерл. Jean Claessens; 18 июня 1908, Андерлехт — 19 декабря 1978) — бельгийский футболист, полузащитник, участник чемпионата мира 1934 года.

## Клубная карьера
Классенс — воспитанник футбольного клуба «Юнион». В составе брюссельского клуба стал победителем трёх чемпионатов Бельгии (1933, 1934, 1935). Во время Второй мировой войны выступал за команду Расинг (после слияния образовавший клуб «Моленбек»). После окончания войны был играющим тренером клуба «Монс», в котором и завершил карьеру.

## Карьера в сборной
С 1932 по 1936 года провёл 21 матч национальную сборную. 17 апреля 1932 года дебютировал за сборную в товарищеском матче против Нидерландов. Был в заявке на чемпионат мира 1934 года в Италии, сыграл на турнире в единственном матче 1/8 финала против Германии.
| Матчи и голы Жана Классенса за сборную Бельгии | Матчи и голы Жана Классенса за сборную Бельгии | Матчи и голы Жана Классенса за сборную Бельгии | Матчи и голы Жана Классенса за сборную Бельгии | Матчи и голы Жана Классенса за сборную Бельгии | Матчи и голы Жана Классенса за сборную Бельгии | Матчи и голы Жана Классенса за сборную Бельгии |
| ---------------------------------------------- | ---------------------------------------------- | ---------------------------------------------- | ---------------------------------------------- | ---------------------------------------------- | ---------------------------------------------- | ---------------------------------------------- |
| №                                              | Дата                                           | Место проведения                               | Соперник                                       | Счёт                                           | Голы                                           | Турнир                                         |
| 1                                              | 17 апреля 1932                                 | Амстердам, Нидерланды                          | Нидерланды                                     | 2:1                                            | —                                              | Товарищеский матч                              |
| 2                                              | 1 мая 1932                                     | Брюссель, Бельгия                              | Франция                                        | 5:2                                            | —                                              | Товарищеский матч                              |
| 3                                              | 11 декабря 1932                                | Брюссель, Бельгия                              | Австрия                                        | 1:6                                            | —                                              | Товарищеский матч                              |
| 4                                              | 12 февраля 1933                                | Брюссель, Бельгия                              | Италия                                         | 2:3                                            | —                                              | Товарищеский матч                              |
| 5                                              | 12 марта 1933                                  | Цюрих, Бельгия                                 | Швейцария                                      | 3:3                                            | —                                              | Товарищеский матч                              |
| 6                                              | 26 марта 1933                                  | Коломб, Франция                                | Франция                                        | 3:0                                            | —                                              | Товарищеский матч                              |
| 7                                              | 7 мая 1933                                     | Амстердам, Нидерланды                          | Нидерланды                                     | 1:2                                            | —                                              | Товарищеский матч                              |
| 8                                              | 4 июня 1933                                    | Варшава, Польша                                | Польша                                         | 0:1                                            | —                                              | Товарищеский матч                              |
| 9                                              | 11 июня 1933                                   | Вена, Австрия                                  | Австрия                                        | 4:1                                            | —                                              | Товарищеский матч                              |
| 10                                             | 26 ноября 1933                                 | Брюссель, Бельгия                              | Дания                                          | 2:2                                            | —                                              | Товарищеский матч                              |
| 11                                             | 21 января 1934                                 | Брюссель, Бельгия                              | Франция                                        | 2:3                                            | —                                              | Товарищеский матч                              |
| 12                                             | 29 апреля 1934                                 | Антверпен, Бельгия                             | Нидерланды                                     | 2:4                                            | —                                              | отбор на ЧМ—1938                               |
| 13                                             | 27 мая 1934                                    | Флоренция, Италия                              | Германия                                       | 5:2                                            | —                                              | Чемпионат мира по футболу 1934                 |
| 14                                             | 31 марта 1935                                  | Амстердам, Нидерланды                          | Нидерланды                                     | 4:2                                            | —                                              | Товарищеский матч                              |
| 15                                             | 14 апреля 1935                                 | Брюссель, Бельгия                              | Франция                                        | 1:1                                            | —                                              | Товарищеский матч                              |
| 16                                             | 28 апреля 1935                                 | Брюссель, Бельгия                              | Германия                                       | 1:6                                            | —                                              | Товарищеский матч                              |
| 17                                             | 12 мая 1935                                    | Брюссель, Бельгия                              | Нидерланды                                     | 0:2                                            | —                                              | Товарищеский матч                              |
| 18                                             | 30 мая 1935                                    | Брюссель, Бельгия                              | Швейцария                                      | 2:2                                            | —                                              | Товарищеский матч                              |
| 19                                             | 17 ноября 1935                                 | Брюссель, Бельгия                              | Швеция                                         | 5:1                                            | —                                              | Товарищеский матч                              |
| 20                                             | 16 февраля 1936                                | Брюссель, Бельгия                              | Польша                                         | 0:2                                            | —                                              | Товарищеский матч                              |
| 21                                             | 8 марта 1936                                   | Коломб, Франция                                | Франция                                        | 3:0                                            | —                                              | Товарищеский матч                              |

Итого: 21 матч / 0 голов; 4 победы, 4 ничьи, 13 поражений.